# Danh sách album quán quân năm 2020 (Mỹ)
Dưới đây là danh sách các album quán quân tại Hoa Kỳ trong năm 2020. Các album và đĩa mở rộng bán chạy nhất năm trên thị trường Hoa Kỳ được xếp thứ tự trên bảng xếp hạng Billboard 200, một bảng xếp hạng được xuất bản hằng tuần bởi tạp chí Billboard. Số liệu được Nielsen SoundScan tổng hợp dựa trên doanh số vật lý và kỹ thuật số hằng tuần của mỗi album, cũng như lượng stream theo yêu cầu và doanh số kỹ thuật số của từng bài hát trong album.
Kể từ ấn bản ngày 18 tháng 1 năm 2020, Billboard đã cập nhật phương pháp tổng hợp số liệu của bảng xếp hạng. Theo đó, tạp chí này bổ sung thêm lượng người xem từ dữ liệu video chính thức của YouTube, cũng như lượng phát video trên các dịch vụ streaming như Apple Music, Spotify, Tidal và Vevo vào số liệu của mỗi album.

## Lịch sử xếp hạng
| Ấn bản ngày | Album                                 | Nghệ sĩ                    | Ng.           |
| ----------- | ------------------------------------- | -------------------------- | ------------- |
| 4 tháng 1   | Fine Line                             | Harry Styles               | [ 2 ]         |
| 11 tháng 1  | JackBoys                              | JackBoys và Travis Scott   | [ 3 ]         |
| 18 tháng 1  | Please Excuse Me for Being Antisocial | Roddy Ricch                | [ 4 ]         |
| 25 tháng 1  | Rare                                  | Selena Gomez               | [ 5 ]         |
| 1 tháng 2   | Music to Be Murdered By               | Eminem                     | [ 6 ]         |
| 8 tháng 2   | Please Excuse Me for Being Antisocial | Roddy Ricch                | [ 7 ]         |
| 15 tháng 2  | Funeral                               | Lil Wayne                  | [ 8 ]         |
| 22 tháng 2  | Please Excuse Me for Being Antisocial | Roddy Ricch                | [ 9 ]         |
| 29 tháng 1  | Changes                               | Justin Bieber              | [ 10 ]        |
| 7 tháng 3   | Map of the Soul: 7                    | BTS                        | [ 11 ]        |
| 14 tháng 3  | My Turn                               | Lil Baby                   | [ 12 ]        |
| 21 tháng 3  | Eternal Atake                         | Lil Uzi Vert               | [ 13 ]        |
| 28 tháng 3  | Eternal Atake                         | Lil Uzi Vert               | [ 14 ]        |
| 4 tháng 4   | After Hours                           | The Weeknd                 | [ 15 ]        |
| 11 tháng 4  | After Hours                           | The Weeknd                 | [ 16 ]        |
| 18 tháng 4  | After Hours                           | The Weeknd                 | [ 17 ]        |
| 25 tháng 4  | After Hours                           | The Weeknd                 | [ 18 ]        |
| 2 tháng 5   | Blame It on Baby                      | DaBaby                     | [ 19 ]        |
| 9 tháng 5   | 38 Baby 2                             | YoungBoy Never Broke Again | [ 20 ]        |
| 16 tháng 5  | Here and Now                          | Kenny Chesney              | [ 21 ]        |
| 23 tháng 5  | Good Intentions                       | Nav                        | [ 22 ]        |
| 30 tháng 5  | High Off Life                         | Future                     | [ 23 ]        |
| 6 tháng 6   | Wunna                                 | Gunna                      | [ 24 ]        |
| 13 tháng 6  | Chromatica                            | Lady Gaga                  | [ 25 ]        |
| 20 tháng 6  | My Turn                               | Lil Baby                   | [ 26 ]        |
| 27 tháng 6  | My Turn                               | Lil Baby                   | [ 27 ]        |
| 4 tháng 7   | My Turn                               | Lil Baby                   | [ 28 ]        |
| 11 tháng 7  | My Turn                               | Lil Baby                   | [ 29 ]        |
| 18 tháng 7  | Shoot for the Stars, Aim for the Moon | Pop Smoke                  | [ 30 ]        |
| 25 tháng 7  | Legends Never Die                     | Juice Wrld                 | [ 31 ]        |
| 1 tháng 8   | Legends Never Die                     | Juice Wrld                 | [ 32 ]        |
| 8 tháng 8   | Folklore                              | Taylor Swift               | [ 33 ]        |
| 15 tháng 8  | Folklore                              | Taylor Swift               | [ 34 ]        |
| 22 tháng 8  | Folklore                              | Taylor Swift               | [ 35 ]        |
| 29 tháng 8  | Folklore                              | Taylor Swift               | [ 36 ]        |
| 5 tháng 9   | Folklore                              | Taylor Swift               | [ 37 ]        |
| 12 tháng 9  | Folklore                              | Taylor Swift               | [ 38 ]        |
| 19 tháng 9  | Detroit 2                             | Big Sean                   | [ 39 ]        |
| 26 tháng 9  | Top                                   | YoungBoy Never Broke Again | [ 40 ]        |
| 3 tháng 10  | Folklore                              | Taylor Swift               | [ 41 ]        |
| 10 tháng 10 | Tickets to My Downfall                | Machine Gun Kelly          | [ 42 ]        |
| 17 tháng 10 | Savage Mode II                        | 21 Savage và Metro Boomin  | [ 43 ]        |
| 24 tháng 10 | Shoot for the Stars, Aim for the Moon | Pop Smoke                  | [ 44 ]        |
| 31 tháng 10 | Folklore                              | Taylor Swift               | [ 45 ]        |
| 7 tháng 11  | What You See Is What You Get          | Luke Combs                 | [ 46 ]        |
| 14 tháng 11 | Positions                             | Ariana Grande              | [ 47 ]        |
| 21 tháng 11 | Positions                             | Ariana Grande              | [ 48 ]        |
| 28 tháng 11 | Power Up                              | AC/DC                      | [ 49 ]        |
| 5 tháng 12  | Be                                    | BTS                        | [ 50 ]        |
| 12 tháng 12 | El Último Tour Del Mundo              | Bad Bunny                  | [ 51 ] [ 52 ] |
| 19 tháng 12 | Wonder                                | Shawn Mendes               | [ 53 ] [ 54 ] |
| 26 tháng 12 | Evermore                              | Taylor Swift               | [ 55 ] [ 56 ] |